# Milton, Iowa
Milton är en ort i Van Buren County i Iowa. Orten grundades av bosättare från Milton i Delaware. Vid 2010 års folkräkning hade Milton 443 invånare.